# VM i ishockey 2017
VM i ishockey 2017 var det 81. verdensmesterskab i ishockey, arrangeret af IIHF. Mesterskabet havde deltagelse af 48 landshold og blev afviklet i form af seks niveaudelte turneringer, hvoraf A-gruppen med deltagelse af de 16 bedste hold blev afholdt i Köln og Paris i perioden 5. - 21. maj 2017.
Mesterskabet blev vundet af Sverige, der vandt VM-titlen for 10. gang ved at besejre Canada i finalen med 2-1 efter straffeslagskonkurrence. Resultatet af den ordinær kamp blev 1-1, og 20 minutters sudden death frembragte ingen afgørelse. I straffeslagskonkurrencen scorede svenskerne på to af deres første fire forsøg, men canadierne ikke formåede at score på deres fire første forsøg. Bronzemedaljerne gik til Rusland, der i bronzekampen vandt med 5-3 over Finland.
De lavere rangerende VM-turneringer, hvor der blev spillet om op- og nedrykning mellem de enkelte niveauer, blev spillet på forskellige terminer i løbet af foråret 2017:
| Niveau                | Hold | Værtsby  | Periode              |
| --------------------- | ---- | -------- | -------------------- |
| 1. division, gruppe A | 6    | Kyiv     | 22. - 28. april 2017 |
| 1. division, gruppe B | 6    | Belfast  | 23. - 29. april 2017 |
| 2. division, gruppe A | 6    | Galați   | 3. - 9. april 2017   |
| 2. division, gruppe B | 6    | Auckland | 4. - 10. april 2017  |
| 3. division           | 8    | Sofia    | 10. - 16. april 2017 |

## VM

### Værtslande
Oprindeligt havde fire lande har ansøgt om værtskabet for A-VM: Danmark, Letland, Frankrig og Tyskland. Frankrigs ishockeyforbund udtrykte ønske om muligvis at dele værtskabet med Tyskland og spille den franske del af turneringen i Paris, og den 31. januar 2012 kunne IIHF oplyse, at Frankrig og Tyskland i stedet ansøgte om at dele værtskabet for VM, med Tyskland som hovedarrangør. Den 24. januar 2012 offentliggjorde Letlands ishockeyforbund, at dets ansøgning om værtskabet ville blive trukket tilbage på grund af mangel på støtte fra den lettiske regering. Men den 7. november 2012 kunne IIHF imidlertid meddele, at Danmark og Letland var blevet enige om en fælles ansøgning om værtskabet for mesterskabet.
| Ansøgere til værtskabet for VM 2017 | Ansøgere til værtskabet for VM 2017 | Ansøgere til værtskabet for VM 2017 | Ansøgere til værtskabet for VM 2017 |
| Lande                               | By                                  | Arena                               | Kapacitet                           |
| ----------------------------------- | ----------------------------------- | ----------------------------------- | ----------------------------------- |
| Danmark · Letland                   | København                           | Copenhagen Arena                    | 12.500                              |
| Danmark · Letland                   | Riga                                | Arena Riga                          | 10.300                              |
| Tyskland · Frankrig                 | Köln                                | Lanxess Arena                       | 19.500                              |
| Tyskland · Frankrig                 | Paris                               | Palais Omnisports de Paris-Bercy    | 15.000                              |

Danmark har ikke tidligere arrangeret VM-turneringer på højeste niveau, men har været vært for B-VM. Derimod har Tyskland tidligere arrangeret VM syv gange, senest i 2010, Frankrig har tidligere arrangeret VM fire gange, senest i forbindelse med de olympiske vinterlege i 1968, der også talte som VM, mens Letland én gang tidligere har arrangeret VM, i 2006.
På IIHF's årskongres den 17. maj 2013 i Stockholm blev det fælles bud fra Paris og Köln tildelt værtsskabet for verdensmesterskabet i 2017. Det tysk-franske bud under sloganet "Together for 2017" fik 63 stemmer fra de delegerede, mens København og Rigas bud fik 45 stemmer. Tyskland var senest vært for mesterskabet i 2010. Frankrig var senest vært for VM i 1951 - også i Paris. Köln blev det primære spillested som vært for en indledende gruppe, to kvartfinaler, begge semifinaler og medaljespillet, mens Paris som det sekundære spillested måtte nøjes med en indledende gruppe og to kvartfinaler.

### Indledende runde
Holdene blev inddelt i to grupper med otte hold efter deres verdensranglisteplacering (angivet i parentes) efter VM 2016.
| Gruppe A      |
| ------------- |
| Rusland (2)   |
| USA (4)       |
| Sverige (5)   |
| Slovakiet (8) |
| Tyskland (10) |
| Letland (12)  |
| Danmark (13)  |
| Italien (18)  |

| Gruppe B         |
| ---------------- |
| Canada (1)       |
| Finland (3)      |
| Tjekkiet (6)     |
| Schweiz (7)      |
| Hviderusland (9) |
| Norge (11)       |
| Frankrig (14)    |
| Slovenien (15)   |

I hver gruppe spillede de otte hold en enkeltturnering alle-mod-alle. De fire bedste hold i hver gruppe gik videre til kvartfinalerne, mens holdene der endte på ottendepladserne i de to puljer rykkede ned i 1. division gruppe A. Danmark kunne imidlertid ikke rykke ned, eftersom det er værtsland for VM i 2018, så hvis Danmark skulle ende på ottendepladsen i sin indledende gruppe, ville den dårligste af de to syvere blive rykket ned.

#### Gruppe A
| Kampe   | Kampe | Kampe                | Kampe | Kampe         | Kampe | Kampe |
| Dato    | Kl.   | Kamp                 | Res.  | Perioder      | OT    | Str   |
| ------- | ----- | -------------------- | ----- | ------------- | ----- | ----- |
| 5. maj  | 16:15 | Sverige – Rusland    | 1−2   | 1-0, 0-0, 0-1 | 0-0   | 0-1   |
| 5. maj  | 20:15 | USA – Tyskland       | 1−2   | 0-1, 0-0, 1-1 |       |       |
| 6. maj  | 12:15 | Letland – Danmark    | 3−0   | 0-0, 1-0, 2-0 |       |       |
| 6. maj  | 16:15 | Slovakiet – Italien  | 3−2   | 1-0, 0-1, 1-1 | 1-0   |       |
| 6. maj  | 20:15 | Tyskland – Sverige   | 2−7   | 1-1, 1-3, 0-3 |       |       |
| 7. maj  | 12:15 | Italien – Rusland    | 01−10 | 0-2, 1-3, 0-5 |       |       |
| 7. maj  | 16:15 | USA – Danmark        | 7−2   | 3-1, 3-1, 1-0 |       |       |
| 7. maj  | 20:15 | Letland – Slovakiet  | 3−1   | 1-0, 1-0, 1-1 |       |       |
| 8. maj  | 16:15 | Tyskland – Rusland   | 3−6   | 0-3, 0-2, 3-1 |       |       |
| 8. maj  | 20:15 | USA – Sverige        | 4−3   | 2-3, 1-0, 1-0 |       |       |
| 9. maj  | 16:15 | Italien – Letland    | 1−2   | 1-1, 0-0, 0-1 |       |       |
| 9. maj  | 20:15 | Slovakiet – Danmark  | 3−4   | 0-1, 0-2, 3-0 | 0-0   | 0-1   |
| 10. maj | 16:15 | USA – Italien        | 3−0   | 1-0, 2-0, 0-0 |       |       |
| 10. maj | 20:15 | Slovakiet – Tyskland | 2−3   | 1-0, 1-2, 0-0 | 0-0   | 0-1   |
| 11. maj | 16:15 | Rusland – Danmark    | 3−0   | 0-0, 3-0, 0-0 |       |       |
| 11. maj | 20:15 | Sverige – Letland    | 2−0   | 1-0, 0-0, 1-0 |       |       |
| 12. maj | 16:15 | Sverige – Italien    | 8−1   | 2-0, 1-1, 5-0 |       |       |
| 12. maj | 20:15 | Danmark – Tyskland   | 3−2   | 2-2, 0-0, 0-0 | 1-0   |       |
| 13. maj | 12:15 | Letland – USA        | 3−5   | 1-0, 2-3, 0-2 |       |       |
| 13. maj | 16:15 | Rusland – Slovakiet  | 6−0   | 3-0, 2-0, 1-0 |       |       |
| 13. maj | 20:15 | Italien – Tyskland   | 1−4   | 1-2, 0-2, 0-0 |       |       |
| 14. maj | 16:15 | Slovakiet – USA      | 1−6   | 0-1, 1-3, 0-2 |       |       |
| 14. maj | 20:15 | Danmark – Sverige    | 2−4   | 0-1, 0-2, 2-1 |       |       |
| 15. maj | 16:15 | Danmark – Italien    | 2−0   | 0-0, 0-0, 2-0 |       |       |
| 15. maj | 20:15 | Rusland – Letland    | 5−0   | 2-0, 2-0, 1-0 |       |       |
| 16. maj | 12:15 | Sverige – Slovakiet  | 4−2   | 2-0, 1-1, 1-1 |       |       |
| 16. maj | 16:15 | Rusland – USA        | 3−5   | 1-0, 2-3, 0-2 |       |       |
| 16. maj | 20:15 | Tyskland – Letland   | 4−3   | 0-0, 2-1, 1-2 | 0-0   | 1-0   |

| Stilling    | Stilling | Stilling | Stilling | Stilling |
| Hold        | Kampe    | Mål      | Mål±     | Point    |
| ----------- | -------- | -------- | -------- | -------- |
| USA         | 7        | 31-14    | +17      | 18       |
| Rusland     | 7        | 135-100  | +25      | 17       |
| Sverige     | 7        | 129-130  | +16      | 16       |
| Tyskland    | 7        | 20-23    | −3       | 11       |
| Letland     | 7        | 14-18    | −4       | 10       |
| Danmark     | 7        | 013-221  | −9       | 7        |
| Slovakiet   | 7        | 012-28   | −16      | 4        |
| Italien (O) | 7        | 06-32    | −26      | 1        |

#### Gruppe B
| Kampe   | Kampe | Kampe                    | Kampe | Kampe         | Kampe | Kampe |
| Dato    | Kl.   | Kamp                     | Res.  | Perioder      | OT    | Str   |
| ------- | ----- | ------------------------ | ----- | ------------- | ----- | ----- |
| 5. maj  | 16:15 | Finland – Hviderusland   | 3−2   | 2-0, 0-1, 1-1 |       |       |
| 5. maj  | 20:15 | Tjekkiet – Canada        | 1−4   | 0-1, 0-1, 1-2 |       |       |
| 6. maj  | 12:15 | Schweiz – Slovenien      | 5−4   | 4-0, 0-1, 0-3 | 0-0   | 1-0   |
| 6. maj  | 16:15 | Hviderusland – Tjekkiet  | 1−6   | 0-2, 1-1, 0-3 |       |       |
| 6. maj  | 20:15 | Norge – Frankrig         | 3−2   | 0-0, 2-1, 1-1 |       |       |
| 7. maj  | 12:15 | Slovenien – Canada       | 2−7   | 0-3, 1-3, 1-1 |       |       |
| 7. maj  | 16:15 | Finland – Frankrig       | 1−5   | 0-1, 1-2, 0-2 |       |       |
| 7. maj  | 20:15 | Norge – Schweiz          | 0−3   | 0-0, 0-2, 0-1 |       |       |
| 8. maj  | 16:15 | Hviderusland – Canada    | 0−6   | 0-1, 0-2, 0-3 |       |       |
| 8. maj  | 20:15 | Finland – Tjekkiet       | 3−4   | 3-0, 0-0, 0-3 | 0-0   | 0-1   |
| 9. maj  | 16:15 | Slovenien – Norge        | 1−5   | 0-3, 1-1, 0-2 |       |       |
| 9. maj  | 20:15 | Schweiz – Frankrig       | 3−4   | 0-1, 2-0, 1-2 | 0-0   | 0-1   |
| 10. maj | 16:15 | Schweiz – Hviderusland   | 3−0   | 1-0, 1-0, 1-0 |       |       |
| 10. maj | 20:15 | Finland – Slovenien      | 5−2   | 0-1, 2-0, 3-1 |       |       |
| 11. maj | 16:15 | Tjekkiet – Norge         | 1−0   | 0-0, 0-0, 0-0 | 1-0   |       |
| 11. maj | 20:15 | Canada – Frankrig        | 3−2   | 1-1, 1-1, 1-0 |       |       |
| 12. maj | 16:15 | Tjekkiet – Slovenien     | 5−1   | 3-0, 1-0, 1-1 |       |       |
| 12. maj | 20:15 | Frankrig – Hviderusland  | 4−3   | 1-0, 1-2, 1-1 | 0-0   | 1-0   |
| 13. maj | 12:15 | Norge – Finland          | 2−3   | 1-0, 0-2, 1-0 | 0-1   |       |
| 13. maj | 16:15 | Slovenien – Hviderusland | 2−5   | 2-1, 0-4, 0-0 |       |       |
| 13. maj | 20:15 | Canada – Schweiz         | 2−3   | 2-0, 0-0, 0-2 | 0-1   |       |
| 14. maj | 16:15 | Frankrig – Tjekkiet      | 2−5   | 0-1, 1-2, 1-2 |       |       |
| 14. maj | 20:15 | Schweiz – Finland        | 2−3   | 2-1, 0-0, 0-1 | 0-1   |       |
| 15. maj | 16:15 | Canada – Norge           | 5−0   | 2-0, 2-0, 1-0 |       |       |
| 15. maj | 20:15 | Frankrig – Slovenien     | 4−1   | 0-0, 2-0, 2-1 |       |       |
| 16. maj | 12:15 | Hviderusland – Norge     | 4−3   | 0-0, 2-1, 2-2 |       |       |
| 16. maj | 16:15 | Tjekkiet – Schweiz       | 1−3   | 0-1, 1-1, 0-1 |       |       |
| 16. maj | 20:15 | Canada – Finland         | 5−2   | 3-1, 1-1, 1-0 |       |       |

| Stilling      | Stilling | Stilling | Stilling | Stilling |
| Hold          | Kampe    | Mål      | Mål±     | Point    |
| ------------- | -------- | -------- | -------- | -------- |
| Canada (M)    | 7        | 132-100  | +22      | 19       |
| Schweiz       | 7        | 122-140  | +8       | 15       |
| Tjekkiet      | 7        | 1123-140 | +9       | 13       |
| Finland       | 7        | 20-23    | −3       | 11       |
| Frankrig      | 7        | 123-190  | +4       | 10       |
| Norge         | 7        | 13-19    | −6       | 8        |
| Hviderusland  | 7        | 015-271  | −12      | 7        |
| Slovenien (O) | 7        | 013-361  | −23      | 1        |

### Slutspil
Slutspillet havde deltagelse af de fire bedste hold fra hver af de to indledende grupper.
| Dato         | Tid          | Kamp               | Res.         | Perioder                | Spillested   |
| Kvartfinaler | Kvartfinaler | Kvartfinaler       | Kvartfinaler | Kvartfinaler            | Kvartfinaler |
| ------------ | ------------ | ------------------ | ------------ | ----------------------- | ------------ |
| 18. maj      | 16:15        | USA – Finland      | 0–2          | 0-0, 0-1, 0-1           | Köln         |
| 18. maj      | 16:15        | Rusland – Tjekkiet | 3–0          | 2-0, 0-0, 1-0           | Paris        |
| 18. maj      | 20:15        | Canada – Tyskland  | 2–1          | 1-0, 1-0, 0-1           | Köln         |
| 18. maj      | 20:15        | Schweiz – Sverige  | 1–3          | 1-1, 0-1, 0-1           | Paris        |
| Semifinaler  |              |                    |              |                         |              |
| 20. maj      | 15:15        | Canada – Rusland   | 4–2          | 0-0, 0-2, 4-0           | Köln         |
| 20. maj      | 19:15        | Sverige – Finland  | 4–1          | 1-1, 2-0, 1-0           | Köln         |
| Bronzekamp   |              |                    |              |                         |              |
| 21. maj      | 16:15        | Rusland – Finland  | 5–3          | 1-0, 3-1, 1-2           | Köln         |
| Finale       |              |                    |              |                         |              |
| 21. maj      | 20:45        | Canada – Sverige   | 1–2          | 0-0, 0-1, 1-0, 0-0, 0-1 | Köln         |

|  | Kvartfinaler | Kvartfinaler | Kvartfinaler |        |          | Semifinaler | Semifinaler | Semifinaler |  |  | Finale | Finale  | Finale |
|  |              |              |              |        |          |             |             |             |  |  |        |         |        |
|  | A1           | USA          | 0            |        |          |             |             |             |  |  |        |         |        |
|  | B4           | Finland      | 2            |        |          |             |             |             |  |  |        |         |        |
|  | B4           | Finland      | 2            |        | B4       | Finland     | 1           |             |  |  |        |         |        |
|  |              |              |              |        | B4       | Finland     | 1           |             |  |  |        |         |        |
|  |              | A3           | Sverige      | 4      |          |             |             |             |  |  |        |         |        |
|  | A3           | A3           | Sverige      | 4      | Sverige  | 3           |             |             |  |  |        |         |        |
|  | A3           |              |              |        | Sverige  | 3           |             |             |  |  |        |         |        |
|  | B2           | Schweiz      | 1            |        |          |             |             |             |  |  |        |         |        |
|  |              |              |              |        |          |             |             |             |  |  | A3     | Sverige | 2      |
|  |              |              | B1           | Canada | 1        |             |             |             |  |  |        |         |        |
|  | A2           | Rusland      | 3            |        |          |             |             |             |  |  |        |         |        |
|  | B3           | Tjekkiet     | 0            |        |          |             |             |             |  |  |        |         |        |
|  | B3           | Tjekkiet     | 0            |        | A2       | Rusland     | 2           |             |  |  |        |         |        |
|  |              |              |              |        | A2       | Rusland     | 2           |             |  |  |        |         |        |
|  |              | B1           | Canada       | 4      |          |             |             |             |  |  |        |         |        |
|  | A4           | B1           | Canada       | 4      | Tyskland | 1           |             |             |  |  |        |         |        |
|  | A4           |              |              |        | Tyskland | 1           |             |             |  |  |        |         |        |
|  | B1           | Canada       | 2            |        |          |             |             |             |  |  |        |         |        |

### Samlet rangering
| Plac.  | Hold         | Kommentar                                                                 |
| ------ | ------------ | ------------------------------------------------------------------------- |
| Guld   | Sverige      | Vandt sin 10. VM-titel i alt og første titel siden 2013                   |
| Sølv   | Canada       | Finalist for tredje år i træk                                             |
| Bronze | Rusland      | Endte i top 3 for fjerde år i træk                                        |
| 4.     | Finland      |                                                                           |
| 5.     | USA          | Gik glip af en plads i semifinalerne for første gang siden 2014           |
| 6.     | Schweiz      | Bedste VM-placering siden andenpladsen i 2013                             |
| 7.     | Tjekkiet     | Tangering af holdets dårligste VM-placering nogensinde                    |
| 8.     | Tyskland     |                                                                           |
| 9.     | Frankrig     | Bedste VM-placering siden kvartfinalepladsen i 2014                       |
| 10.    | Letland      | Bedste VM-placering siden kvartfinalepladsen i 2009                       |
| 11.    | Norge        |                                                                           |
| 12.    | Danmark      |                                                                           |
| 13.    | Hviderusland | Dårligste VM-placering siden 14.-pladsen i 2013                           |
| 14.    | Slovakiet    | Dårligste VM-placering siden holdet rykkede op i A-VM i 1995              |
| 15.    | Slovenien    | Nedrykning til 1. division gruppe A efter blot én sæson på højeste niveau |
| 16.    | Italien      | Nedrykning til 1. division gruppe A efter blot én sæson på højeste niveau |

### Medaljevindere
| Guld | Sølv | Bronze |
| --- | --- | --- |
| Sverige | Canada | Rusland |
| Målmænd: Viktor Fasth Eddie Lack Henrik Lundqvist Backs: John Klingberg Philip Holm Anton Strålman Oliver Ekman-Larsson Alexander Edler Jonas Brodin Victor Hedman Forwards: Oscar Lindberg Marcus Krüger Dennis Everberg Nicklas Bäckström Joel Lundqvist Joel Eriksson Ek Elias Lindholm William Nylander Carl Söderberg Joakim Nordström Carl Klingberg Victor Rask Linus Omark William Karlsson Gabriel Landeskog | Målmænd: Eric Comrie Chad Johnson Calvin Pickard Backs: Tyson Barrie Jason Demers Josh Morrissey Colton Parayko Mike Matheson Calvin de Haan Chris Lee Marc-Édouard Vlasic Forwards: Matt Duchene Brayden Schenn Travis Konecny Sean Couturier Mitch Marner Wayne Simmonds Brayden Point Claude Giroux Nate MacKinnon Jeff Skinner Mark Scheifele Alex Killorn Ryan O'Reilly | Målmænd: Igor Sjestjorkin Ilja Sorokin Andrej Vasilevskij Backs: Artjom Zub Vladislav Gavrikov Viktor Antipin Ivan Provorov Bogdan Kiselevitj Anton Belov Dmitrij Orlov Andrej Mironov Forwards: Ivan Telegin Sergej Mozjakin Sergej Andronov Sergej Plotnikov Aleksandr Barabanov Valerij Nitjusjkin Jevgenij Dadonov Vladimir Tkatjov Artemij Panarin Nikita Kutjerov Vadim Sjipatjov Vladislav Namestnikov Jevgenij Kuznetsov Nikita Gusev |

### Hædersbevisninger

#### MVP
William Nylander blev af medierne valgt som mesterskabets mest værdifulde spiller.

#### Bedste spillere
Valgt af turneringsledelsen.
| Position | Spiller            |
| -------- | ------------------ |
| Målmand  | Andrej Vasilevskij |
| Back     | Dennis Seidenberg  |
| Forward  | Artemij Panarin    |

#### All star-hold
Valgt af medierne.
| Position | Spiller            |
| -------- | ------------------ |
| Målmand  | Andrej Vasilevskij |
| Backs    | Colton Parayko     |
| Backs    | Dennis Seidenberg  |
| Forwards | William Nylander   |
| Forwards | Artemij Panarin    |
| Forwards | Nathan MacKinnon   |

## 1. division
1. division bestod af to grupper, der hver især var hhv. andet og tredje niveau i VM-hierarkiet.

### Gruppe A
1. division gruppe A er andet niveau af VM-hierarkiet. Turneringen blev spillet i Sportspaladset i Kyiv, Ukraine i perioden 22. - 28. april 2017 med deltagelse af seks hold, der spillede en enkeltturnering alle-mod-alle om to oprykningspladser til det bedste division og om at undgå én nedrykningsplads til 1. division gruppe B.
Turneringen blev vundet af Østrig med 12 point, og holdet kvalificerede sig dermed til A-VM i 2018. Andenpladsen blev besat af Sydkorea, der sluttede på 11 point ligesom Kasakhstan, men som blev rangeret foran kasakherne, fordi de havde vundet de to holds indbyrdes opgør, og koreanerne rykkede dermed op i topdivisionen for første gang nogensinde.
| Dato      | Kl.   | Kamp                  | Res. | Perioder               |
| --------- | ----- | --------------------- | ---- | ---------------------- |
| 22. april | 13:30 | Ukraine – Ungarn      | 3–5  | 1-1, 2-1, 0-3          |
| 22. april | 17:00 | Sydkorea – Polen      | 4–2  | 1-0, 1-1, 2-1          |
| 22. april | 20:30 | Østrig – Kasakhstan   | 2–3  | 0-2, 2-0, 0-1          |
| 23. april | 17:00 | Kasakhstan – Sydkorea | 2–5  | 1-1, 1-0, 0-4          |
| 23. april | 20:30 | Polen – Ukraine       | 2–1  | 1-0, 0-1, 1-0          |
| 24. april | 20:30 | Ungarn – Østrig       | 1–3  | 1-1, 0-0, 0-2          |
| 25. april | 13:30 | Kasakhstan – Polen    | 1–0  | 0-0, 0-0, 0-0 1-0      |
| 25. april | 17:00 | Ungarn – Sydkorea     | 1–3  | 0-0, 1-1, 0-2          |
| 25. april | 20:30 | Ukraine – Østrig      | 0–1  | 0-0, 0-1, 0-0          |
| 26. april | 20:30 | Kasakhstan – Ukraine  | 4–2  | 2-0, 0-2, 2-0          |
| 27. april | 17:00 | Polen – Ungarn        | 2–0  | 0-0, 2-0, 0-0          |
| 27. april | 20:30 | Østrig – Sydkorea     | 5–0  | 3-0, 1-0, 1-0          |
| 28. april | 13:30 | Ungarn – Kasakhstan   | 1–3  | 1-2, 0-0, 0-1          |
| 28. april | 17:00 | Polen – Østrig        | 0–11 | 0-3, 0-4, 0-4          |
| 28. april | 20:30 | Sydkorea – Ukraine    | 2–1  | 0-0, 1-1, 0-0 0-0, 1-0 |

| Hold           | Kampe | Mål     | Mål± | Point |
| -------------- | ----- | ------- | ---- | ----- |
| Østrig         | 5     | 22-40   | +18  | 12    |
| Sydkorea       | 5     | 114-110 | +3   | 11    |
| Kasakhstan (N) | 5     | 13-10   | +3   | 11    |
| Polen          | 5     | 16-17   | −11  | 7     |
| Ungarn (N)     | 5     | 18-14   | −6   | 3     |
| Ukraine (O)    | 5     | 17-14   | −7   | 1     |

### Gruppe B
1. division gruppe B er tredje niveau af VM-hierarkiet. Turneringen spilledes i SSE Arena i Belfast, Storbritannien i perioden 23. - 29. april 2017 med deltagelse af seks hold, der spillede en enkeltturnering alle-mod-alle om én oprykningsplads til 1. division gruppe A og om at undgå én nedrykningsplads til 2. division gruppe A.
Turneringen blev vundet af værtslandet Storbritannien, som gik ubesejret gennem turneringen, og som dermed rykkede op i 1. division gruppe A for første gang siden 2013. Nedrykningspladsen blev besat af Kroatien, der sluttede uden point.
| Dato      | Kl.   | Kamp                      | Res.  | Perioder      |
| --------- | ----- | ------------------------- | ----- | ------------- |
| 23. april | 12:30 | Holland – Japan           | 1–6   | 0-2, 1-2, 0-2 |
| 23. april | 16:00 | Kroatien – Storbritannien | 2–4   | 0-1, 1-0, 1-3 |
| 23. april | 19:30 | Estland – Litauen         | 0–3   | 0-1, 0-2, 0-0 |
| 24. april | 12:30 | Japan – Kroatien          | 4–2   | 2-0, 1-0, 1-2 |
| 24. april | 16:00 | Litauen – Holland         | 8–0   | 2-0, 4-0, 2-0 |
| 24. april | 19:30 | Storbritannien – Estland  | 5–1   | 2-0, 0-1, 3-0 |
| 26. april | 12:30 | Japan – Estland           | 6–2   | 1-0, 3-1, 2-1 |
| 26. april | 16:00 | Holland – Kroatien        | 2–6   | 0-4, 1-1, 1-1 |
| 26. april | 19:30 | Storbritannien – Litauen  | 5–2   | 4-1, 0-0, 1-1 |
| 28. april | 12:30 | Litauen – Japan           | 2–6   | 0-1, 2-2, 0-3 |
| 28. april | 16:00 | Kroatien – Estland        | 3–4   | 0-1, 3-2, 0-1 |
| 28. april | 19:30 | Storbritannien – Holland  | 14–01 | 3-0, 5-0, 6-0 |
| 29. april | 12:30 | Litauen – Kroatien        | 3–1   | 1-1, 1-0, 1-0 |
| 29. april | 16:00 | Estland – Holland         | 4–3   | 1-2, 1-1, 2-0 |
| 29. april | 19:30 | Japan – Storbritannien    | 0–4   | 0-1, 0-3, 0-0 |

| Hold           | Kampe | Mål       | Mål± | Point |
| -------------- | ----- | --------- | ---- | ----- |
| Storbritannien | 5     | 32-50     | +27  | 15    |
| Japan (N)      | 5     | 1122-1100 | +11  | 12    |
| Litauen        | 5     | 18-12     | +6   | 9     |
| Estland        | 5     | 0011-2011 | −9   | 6     |
| Kroatien       | 5     | 14-17     | −3   | 3     |
| Holland (O)    | 5     | 06-38     | −32  | 0     |

## 2. division
2. division bestod af to grupper, der hver især er hhv. fjerde og femte niveau i VM-hierarkiet.

### Gruppe A
2. division gruppe A er fjerde niveau af VM-hierarkiet. Turneringen blev spillet i Galați, Rumænien i perioden 3. - 9. april 2017 med deltagelse af seks hold, der spillede en enkeltturnering alle-mod-alle om én oprykningsplads til 1. division gruppe B, som blev besat af værtslandet Rumænien, som dermed rykkede op igen umiddelbart efter at det året før var rykket ned. De spillede endvidere om at undgå én nedrykningsplads til 2. division gruppe B, som gik til Spanien.
| Hold           | Kampe | Mål     | Mål± | Point |
| -------------- | ----- | ------- | ---- | ----- |
| Rumænien (N)   | 5     | 24-50   | +19  | 12    |
| Australien (O) | 5     | 16-13   | +3   | 11    |
| Serbien        | 5     | 123-150 | +8   | 8     |
| Belgien        | 5     | 017-271 | −10  | 6     |
| Island         | 5     | 010-201 | −10  | 6     |
| Spanien        | 5     | 013-231 | −10  | 2     |

### Gruppe B
2. division gruppe B er femte niveau af VM-hierarkiet. Turneringen blev spillet i Paradice i bydelen Botany Downs i Auckland, New Zealand i perioden 4. - 10. april 2017 med deltagelse af seks hold, der spiller en enkeltturnering alle-mod-alle om én oprykningsplads til 2. division gruppe A, som blev besat af Kina, som dermed rykkede op igen umiddelbart efter at det året før var rykket ned. De spillede endvidere om at undgå én nedrykningsplads til 3. division, som gik til Tyrkiet, som ligeledes rykkede ned igen året efter at holdet var rykket op.
|
| Hold        | Kampe | Mål       | Mål± | Point |
| ----------- | ----- | --------- | ---- | ----- |
| Kina (N)    | 5     | 129-120   | +17  | 15    |
| New Zealand | 5     | 1123-1100 | +12  | 12    |
| Israel      | 5     | 124-140   | +10  | 9     |
| Nordkorea   | 5     | 018-331   | −15  | 3     |
| Mexico      | 5     | 12-16     | −4   | 3     |
| Tyrkiet (O) | 5     | 07-27     | −20  | 3     |

## 3. division
3. division er sjette niveau af VM-hierarkiet. Turneringen bliver afviklet i Sofia, Bulgarien i perioden 10. - 16. april 2017 og skulle have haft deltagelse af otte hold, men et afbud fra Bosnien og Hercegovina betød, at turneringen blev gennemført med syv hold. Holdene er inddelt i to puljer a tre eller fire hold, der hver spiller en enkeltturnering alle-mod-alle, og hvorfra de to bedste hold i hver pulje går videre til kampene om første- til fjerdepladsen, mens de resterende hold spiller videre om femte- til syvendepladsen.
Turneringen blev vundet af Luxembourg, som for første gang nogensinde vandt en VM-turnering, og som dermed rykkede op i 2. division gruppe B.